# 卡米诺-阿尔塔利亚门托
卡米诺-阿尔塔利亚门托（義大利語：Camino al Tagliamento），是意大利弗留利-威尼斯朱利亚大区乌迪内省的一个市镇。总面积22.56平方公里，人口1676人，人口密度74.3人/平方公里（2009年）。ISTAT代码为030015。